# 백성호
백성호(白成豪, 1956년 2월 10일 ~ )는 대한민국의 바둑 기사이다. LG 지도사범으로 서울특별시로 출신이며 경기도 성남시 분당에서 이사 이후 생활하고 있다.

## 약력
- 1972년 : 입단
- 1977년 : 왕위전 본선
- 1979년 : 국기전 본선
- 1980년 : 국기전 본선
- 1982년 : 기왕전 본선
- 1983년 : 기왕전, 왕위전, 국기전, 최고위전 본선
- 1984년 : 국기전, 대왕전, 박카스배 본선
- 1985년 : 최고위전, 대왕전, 박카스배, KBS 바둑왕전, 제왕전 본선
- 1986년 : 대왕전, 제왕전 본선
- 1987년 : 국기전 본선
- 1988년 : 최고위전, 박카스배 본선
- 1989년 : 명인전, 기성전 본선, 제1기 동양증권배 본선
- 1990년 : 제2기 동양증권배 본선
- 1991년 : 8단 승단. 기성전, 제왕전 본선
- 1992년 : 국기전, 명인전, 대왕전 본선
- 1993년 : 명인전, 국수전, 박카스배, 연승바둑최강전 본선, 제1기 한국이동통신배 고단진 우승
- 1994년 : 연승바둑최강전, KBS 바둑왕전, 명인전 본선, 제5회 동양증권배 본선
- 1995년 : 9단 승단. 국기전 본선
- 1996년 : 한국이동통신배, 배달왕전, KBS 바둑왕전, 연승바둑최강전, 패왕전 본선, 5회 진로배 세계바둑최강전 초청해설
- 1997년 : KBS 바둑왕전 본선
- 1998년 : 배달왕기전 본선
- 1999년 : 제30기 명인전 본선
- 2003년 : 제8기 LG정유배 본선.
- 2004년 : 제5회 맥심커피배 8강.
- 2005년 : 제5기 잭필드배 프로시니어기전 본선진출.
- 2006년 : 제25기 KBS 바둑왕전 본선. 한국바둑리그 Kixx팀 감독 (Kixx팀 우승)
- 2007년 : 제4기 전자랜드배 현무부 우승. 제4회 전자랜드배 왕중왕전 32강. 한국바둑리그 Kixx팀 감독
- 2008년 : 제5회 전자랜드배 왕중왕전 16강. 제4회 원익배 십단전 본선
- 2009년 : 제11회 맥심커피배 본선
- 2010년 : 제4기 지지옥션배 본선. 제16회 삼성화재배 32강(시니어대표)
- 2012년 : 제13기 맥심커피배 4강. 제6기 지지옥션배 본선

## 저서
- 행마법 마스터